# Santoyo (kommunhuvudort)
Santoyo är en kommunhuvudort i Spanien.   Den ligger i provinsen Provincia de Palencia och regionen Kastilien och Leon, i den norra delen av landet, 210 km norr om huvudstaden Madrid. Santoyo ligger 797 meter över havet och antalet invånare är 260.
Terrängen runt Santoyo är huvudsakligen platt, men åt sydost är den kuperad. Terrängen runt Santoyo sluttar norrut. Runt Santoyo är det mycket glesbefolkat, med 2 invånare per kvadratkilometer. Närmaste större samhälle är Astudillo, 4,7 km sydost om Santoyo. Trakten runt Santoyo består till största delen av jordbruksmark.